# Gere Molen
De Gere Molen of Blauwe Wip is een wipmolen nabij Hazerswoude-Dorp in de Nederlandse gemeente Alphen aan den Rijn. De molen aan de Westgerepolder is gebouwd ten behoeve van de bemaling van de polder Oost- en Westgeer. Hij was tot 1957 in bedrijf, daarna is de Gere Molen in verval geraakt. De molen werd onttakeld om erger te voorkomen. Het scheprad werd verwijderd en het onderwiel werd aan de Utrechtse Molenstichting geschonken, in afwachting van vervijzeling van de molen. Dat laatste is tot op heden niet gebeurd, mede ten gevolge van tegenwerking vanuit de Rijksdienst voor de Monumentenzorg. Na diverse restauraties tussen 1976 en 1986 is de Gere Molen weer draaivaardig.
De Gere Molen is sinds 1974 eigendom van de Rijnlandse Molenstichting en heeft de status rijksmonument. De molen wordt bewoond en is niet te bezoeken.
Na een discussie tussen de eigenaar van de molen en de bewoner over het maalvaardig maken is uiteindelijk, na uitspraak van de Raad van State op 11 augustus 2010, de molen in 2013 weer maalvaardig gemaakt, met een grotendeels nieuw scheprad en een nieuw waterwiel.

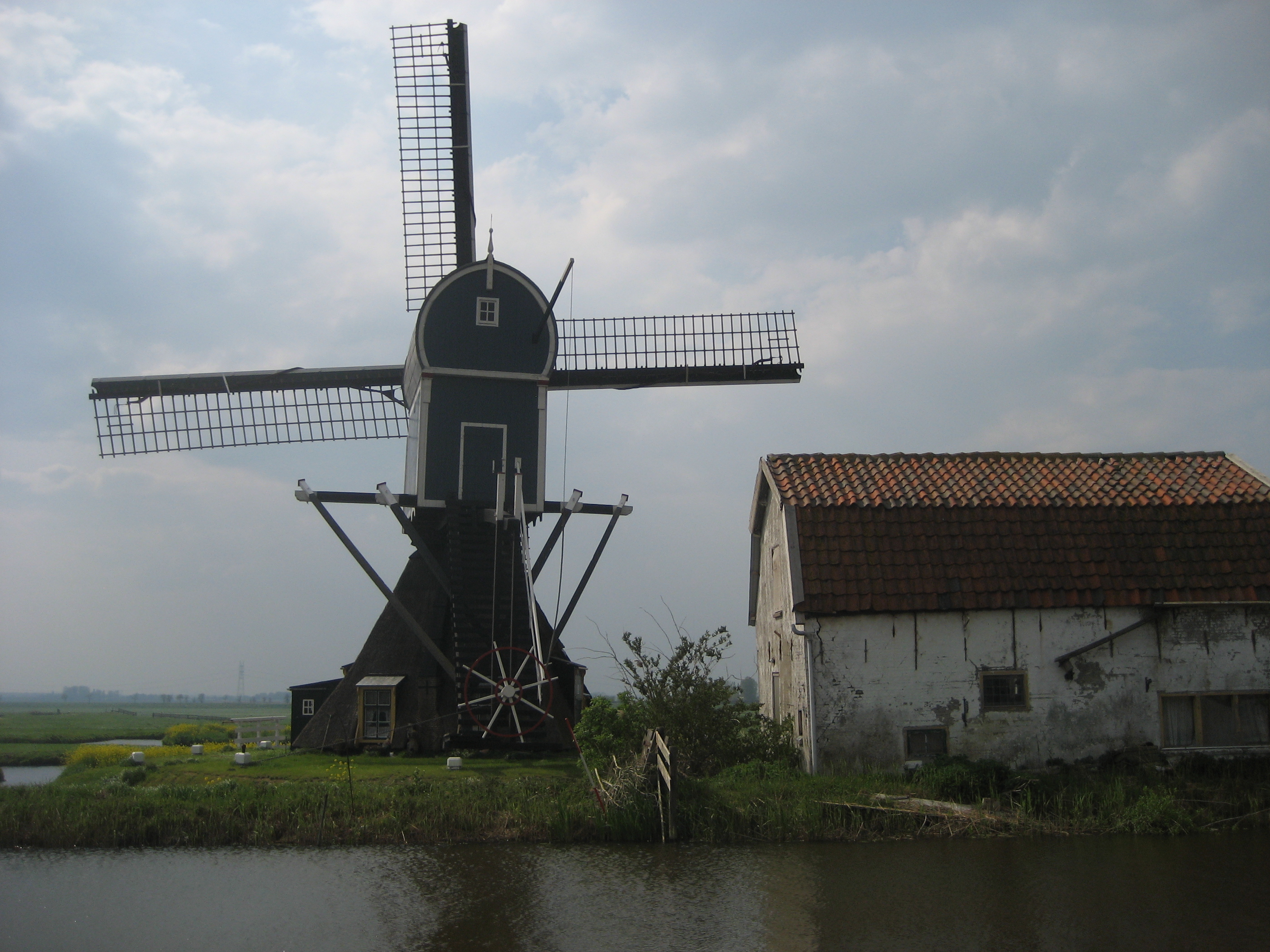
Gere Molen (2014)
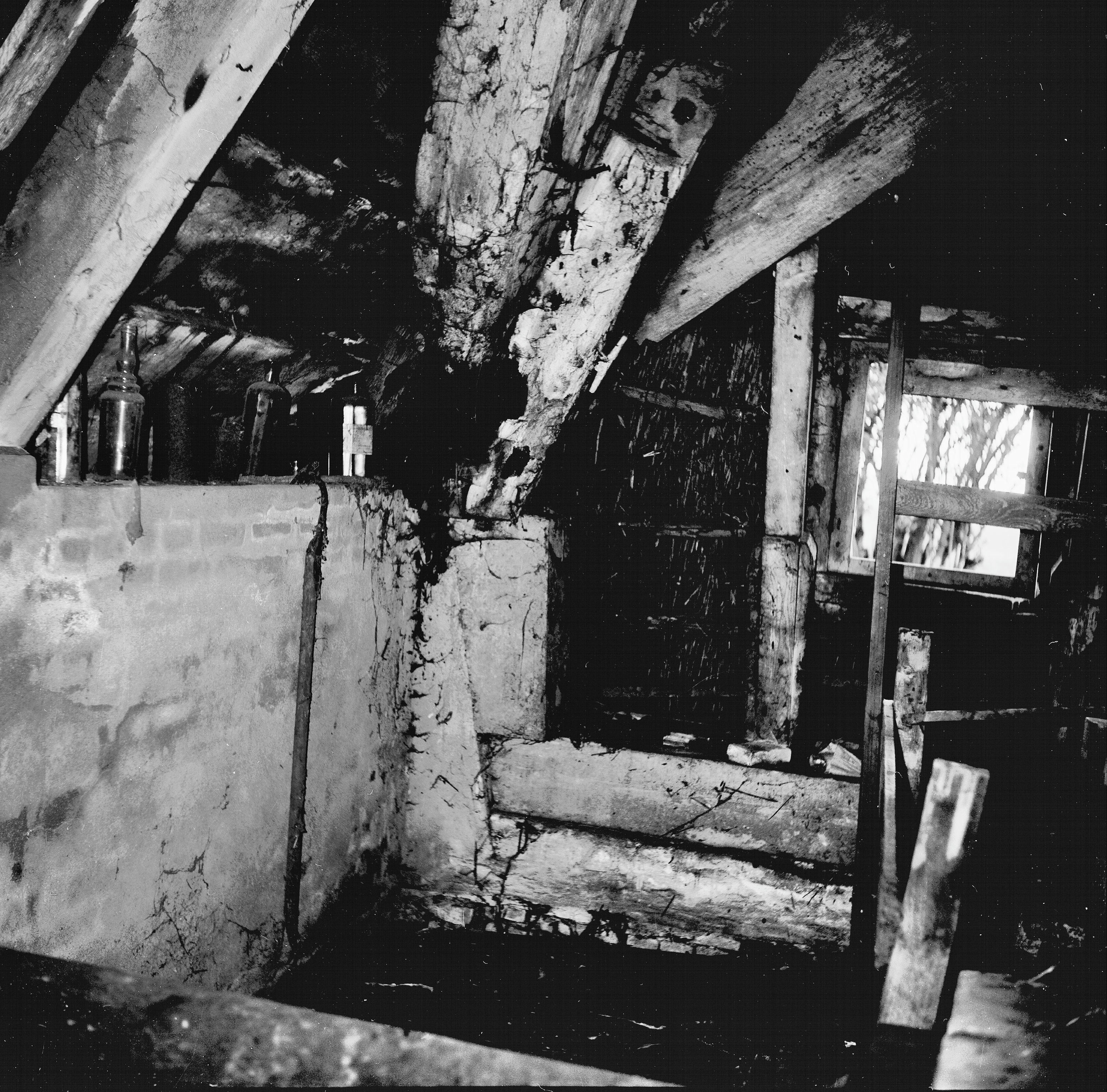
Interieur (1976)

Video van de molen, 2025